# オスカー・ボブ
オスカー・ボブ（ノルウェー語: Oscar Bobb、2003年7月12日 - ）は、ノルウェー・オスロ出身のサッカー選手。プレミアリーグ・マンチェスター・シティFC所属。ノルウェー代表。ポジションはFW (ウインガー)。

## クラブ歴

### ノルウェー時代
オスロに生まれ、FKリンの下部組織でサッカーを学んだ。アルガルヴェで行われたユースのサッカー大会で活躍を見せると、FCポルトから関心を持たれた。ポルトは彼と契約するために、母親をもポルトガルにあるクラブハウスに招待した。2015年10月に母親は自身の意思でポルトガルに移住することを決め、翌月にポルトガルサッカー連盟に書類を提出した。
しかしこの書類は2016年1月に国際サッカー連盟から却下された。その後も親子はポルトガルに留まり、翌2017年1月にエスコラ・デ・フテボル・エルナニ・ゴンサルヴェスに加入しようとした。しかし国際サッカー連盟は、母親のポルトガルへの移住自体も母親自身のキャリア追求のためであるという説明に納得出来なかった他、息子が加入しようとしているクラブもFCポルトの関係組織である事も踏まえて、ノルウェーからの国際移籍を認めなかった。
最終的にスポーツ仲裁裁判所の裁定により、国際サッカー連盟側の言い分が認められ、彼はノルウェーに帰国することとなった。帰国後はヴォレレンガ・フォトバルの下部組織に加入した。

### マンチェスター・シティ
2019年7月にマンチェスター・シティ EDSに加入
。翌月にはガーディアン誌からこの年代のマンチェスター・シティFCでは一番の才覚と評された。その後は前評判ほどの順調なキャリアを辿れなかったものの、U-23チームで戦力として活躍し成長していった。
2022年1月7日に行われたFAカップ・スウィンドン・タウンFC戦でトップチームのベンチ入りを果たしたが、この試合での出場機会はなかった。
2023年9月2日に行われたプレミアリーグ・フラムFC戦で88分にフィル・フォーデンに替えて投入されてトップチーム初出場を記録、1得点に絡む活躍を見せた。同月19日にはUEFAチャンピオンズリーグ 2023-24 グループリーグ・レッドスター・ベオグラード戦にも出場しUEFA主催大会での初出場も記録した。

## 代表歴
年代別代表では一貫してノルウェー代表を選択し、U-21代表ではUEFA U-21欧州選手権2023に出場した。
2023年10月12日、UEFA EURO 2024予選のキプロス代表戦でA代表初出場。

## プレースタイル
天賦の技術を持つミッドフィールダーとも称され、ボールを持った時の落ち着きにも評判が高く、リオネル・メッシと比較される。

## 家族
父親がガンビア人で、母親は女優のトゥリド・グンネスである。